# (4012) Geballe
(4012) Geballe est un astéroïde de la ceinture principale.

## Description
(4012) Geballe est un astéroïde de la ceinture principale. Il fut découvert le 7 novembre 1978 à l'Observatoire Palomar par Eleanor Francis Helin et Schelte J. Bus. Il présente une orbite caractérisée par un demi-grand axe de 2,25 UA, une excentricité de 0,16 et une inclinaison de 4,6° par rapport à l'écliptique.

## Compléments